# グッド・ニュース・パブリッシャーズ
グッド・ニュース・パブリッシャーズ（英語: Good News Publishers）は、米国イリノイ州ウィートンに拠点を置くキリスト教福音派の非営利団体。1938年にデニス夫妻がミネソタ州ミネアポリスにある自宅の寝室を利用して創設した。出版業務を担当しているクロスウェイ（Crossway）が有名。
クロスウェイは同団体の出版部門であり、標準英語訳聖書（English Standard Version: ESV）の出版をしていることで知られている。また、その他の信仰書やトラクトの出版も行っている。

## クロスウェイについて
1979年、グッド・ニュース・パブリッシャーズは創業者夫妻の息子レーン・デニスの主導により出版部門（クロスウェイ）を創設した。それ以降フランシス・シェーファーやジョン・パイパー、ジョン・F・マッカーサーJr、ジェームズ・パッカー、チャールズ・コルソンなどの著書を含む1,500巻以上の書籍を出版している。

## ESVの出版
2001年、クロスウェイは標準英語訳聖書（ESV）の出版を始めた。ESVを翻訳する際、クロスウェイは文章の読みやすさと同時に可能な限り原書に近い語彙と筆者の文章の癖を再現することを目標にした 。改訂標準訳聖書（RSV）の1971年版を元にしつつ、ESVではより逐語訳に近い翻訳となっている。
ESVの出版は、14名で構成される出版管理委員会の下で100名以上の福音派神学者が参加して行われた。